# Astragalus mikrophytoides
Astragalus mikrophytoides är en ärtväxtart som beskrevs av Dieter Podlech. Astragalus mikrophytoides ingår i släktet vedlar, och familjen ärtväxter. Inga underarter finns listade i Catalogue of Life.